# خلفلو
خلفلو هي قرية في مقاطعة كوثر، إيران. عدد سكان هذه القرية هو 111 في سنة 2006.